# Analogía (biología)

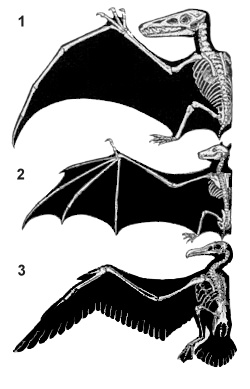

En biología se dice que dos estructuras son análogas si cumplen funciones parecidas por medios semejantes, sin que tengan el mismo origen evolutivo. En cambio, si tienen el mismo origen evolutivo, son homólogas. Por otra parte las estructuras homólogas pueden haber divergido en su función para cumplir papeles diferentes.
En resumen, estructuras análogas son aquellas que poseen una función semejante partiendo del mismo medio, pero cuyo origen es diferente. Si dos estructuras tienen la misma función por medios semejantes y además parten del mismo origen, son estructuras homólogas.
La convergencia es el fenómeno evolutivo por el que organismos diferentes alejados evolutivamente tienden, bajo presiones ambientales equivalentes, a desarrollar características análogas.

## Origen del término
Hasta la primera mitad del siglo XIX, el término homología se utilizaba para referirse indistintamente a las estructuras que hoy denominamos análogas y homólogas fue el primero en hacer terminológicamente explícita esta diferencia: homólogo es "el mismo órgano en diferentes animales bajo todas sus variedades en forma y función"; análogo es "una parte u órgano en un animal que tiene la misma función que otra parte u órgano en un animal diferente".

## Ejemplos
Las alas de un ave y un insecto son ejemplos de estructuras análogas. Por ejemplo, las moscas y las palomas tienen alas para volar, pero este carácter común no se debe a un alto grado de parentesco. En realidad, estos dos animales, según la teoría de la evolución, provienen de antepasados muy distintos.